# Christlich-Demokratische Union Deutschlands (DDR)

Satzungsheft der DDR-CDU

Die Christlich-Demokratische Union Deutschlands (CDU) – kurz auch als Ost-CDU oder auch CDUD bezeichnet – war eine Blockpartei in der DDR. Im Juni 1945 als überkonfessionelle christliche politische Partei in der Sowjetischen Besatzungszone (SBZ) gegründet, hatte sie sich bereits in den ersten Jahren ihres Bestehens der SED unterordnen müssen. Sie ging 1990 in der gesamtdeutschen CDU auf.

## Innere Struktur
Die CDU verabschiedete im Oktober 1952 ihre erste Satzung. Diese wurde im Oktober 1982 abgelöst durch eine neue Satzung, die bis zur Übernahme der Partei durch die West-CDU 1990 galt. Die Partei war in Ortsgruppen, Kreisverbände und Bezirksverbände gegliedert. Die Parteimitglieder nannten sich „Unionsfreunde“.
Zentrales Organ der Partei war die Tageszeitung Neue Zeit aus dem Union Verlag.
Außerdem wurden für die Bezirke der DDR fünf regionale Zeitungen herausgegeben:
- Die Union (Dresden, Leipzig, Karl-Marx-Stadt)
- Der Neue Weg (Halle, Magdeburg)
- Thüringer Tageblatt (Erfurt, Gera, Suhl)
- Der Demokrat (Rostock, Schwerin, Neubrandenburg)
- Märkische Union (Cottbus, Potsdam, Frankfurt/Oder)

Die Funktionäre erhielten die Monatszeitschrift „Union teilt mit“.
Zentraler Sitz war das Otto-Nuschke-Haus in Berlin. Die zentrale Bildungsstätte der DDR-CDU „Otto Nuschke“ war im Schloss Burgscheidungen an der Unstrut. Sie gab, in Verbindung mit der Parteileitung der CDU, die „Hefte aus Burgscheidungen“ heraus.
An verdiente Parteimitglieder wurde das „Otto-Nuschke-Ehrenzeichen“ verliehen.

### Kreisverbände
Den knapp 200 Kreisverbänden kam eine wichtige Rolle zwischen Parteiführung und einfacher Mitgliedschaft zu.
Jeder Kreisverband verfügte über einen hauptamtlichen, d. h. besoldeten Kreissekretär. Die übrigen Posten der Kreisvorstände waren ehrenamtlich. Die Aufgabe des Kreissekretärs war es einerseits, die Weisungen der höheren Parteigliederungen nach unten umzusetzen (siehe auch: Demokratischer Zentralismus). Andererseits sollte er auch das Sprachrohr der Basis sein. Hierzu lieferte er einmal im Monat an Bezirks- und Parteileitung Informationsberichte. In der Praxis kamen die Kreissekretäre der Mittlerfunktion von unten nach oben jedoch meist nur ungenügend nach, so dass nichtssagende und schöngefärbte Berichte die Regel waren. Die Vorsitzenden der Partei bis hin zu den Kreisvorsitzenden wurden innerhalb des SED-Nomenklaturasystems ausgewählt.
Das formal höchste Organ der Kreisverbände, die Kreisdelegiertenkonferenz (KDK), tagte alle zwei bis drei Jahre.
Nach der Wiedervereinigung wurde deutlich, dass auf der Kreisebene die Dichte der Kreisgeschäftsstellen und der dortigen Mitarbeiter im Vergleich zur westdeutschen Situation sehr viel höher und finanziell nicht mehr tragbar war. Infolgedessen wurden in den folgenden Jahren – auch im Rahmen der laufenden Kreiszusammenlegungen – Kreisverbände und insbesondere Kreisgeschäftsstellen massiv zusammengelegt und Personal eher ehrenamtlich beschäftigt.

### Bezirksverbände
In jedem der 15 Bezirke der DDR existierte ein eigener Verband der CDU. Wie bei den Kreisverbänden tagte auch hier das formal höchste Organ, die Bezirksdelegiertenkonferenz (BDK), alle zwei bis drei Jahre.

### Organe auf DDR-Ebene
Höchstes Organ der CDU war der Parteitag. Dort wurde der Hauptvorstand gewählt. Dieser wiederum bestimmte das Präsidium und das Sekretariat. Der Parteitag wurde seit 1960 alle vier Jahre einberufen. Von 1972 an tagte er nur noch alle fünf Jahre. Der Hauptvorstand der Partei tagte mindestens zweimal im Jahr und umfasste neben dem Parteivorsitzenden und seinen Stellvertretern mehr als 100 Mitglieder. Die eigentliche Arbeit fand daher im Präsidium des Hauptvorstandes, welches bis 1960 Politischer Ausschuss hieß, und vor allem im Sekretariat des Hauptvorstandes statt. Das Sekretariat setzte sich aus dem Parteivorsitzenden, seinen Stellvertretern, den Sekretären des Hauptvorstandes sowie einigen anderen Funktionären zusammen. Es hatte die satzungsmäßige Aufgabe, mit den Führungen der übrigen Blockparteien und mit dem Staatsapparat zusammenzuarbeiten.
Sitz des Hauptvorstandes war seit Mitte der 1980er Jahre das Otto-Nuschke-Haus, ein 1981–1985 errichtetes Gebäude am Berliner Gendarmenmarkt.

## Geschichte

### Gründung

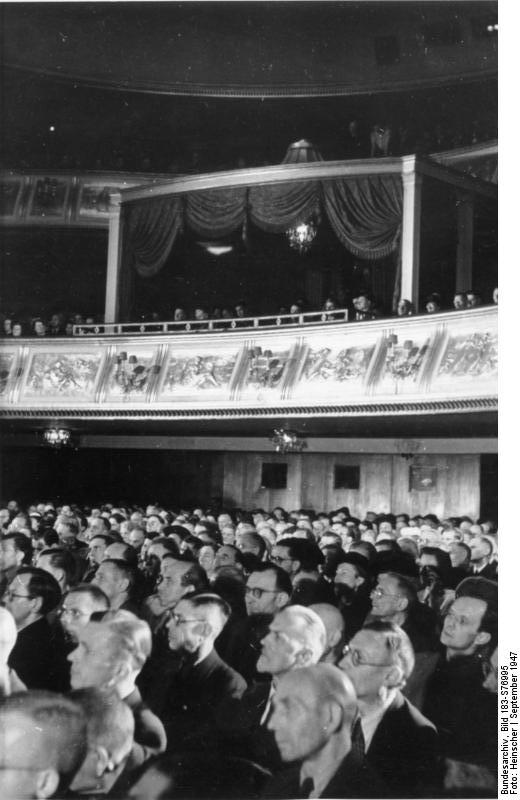
2. Parteitag für die sowjetisch besetzte Zone in der Berliner Staatsoper, 8. September 1947

Bereits am 10. Juni 1945, früher als die Westalliierten, hatte die Sowjetische Militäradministration in Deutschland (SMAD) die Etablierung antifaschistisch-demokratischer Parteien in der Sowjetischen Besatzungszone zugelassen, um  den Prozess der Parteibildung in Deutschland zu beeinflussen. Sämtliche Parteizentralen und die Erscheinungsorte der jeweiligen Parteizeitungen lagen im sowjetischen Sektor von Berlin, das als Viersektorenstadt Sitz des Alliierten Kontrollrats war. Die Reichsgeschäftsstelle der CDU für die Landesverbände der CDU in der SBZ hatte ihren Sitz in der Jägerstraße 59/60 in Berlin-Mitte.
Die CDU wurde am 26. Juni 1945 in Berlin gegründet. Zu den Gründungsmitgliedern zählten u. a. Jakob Kaiser, Ernst Lemmer, Walther Schreiber und der Widerstandskämpfer gegen die Nationalsozialisten, Andreas Hermes, der als erster Vorsitzender der CDU in der SBZ gewählt wurde. In der ersten Zeit vertrat die CDU wie ihre Schwesterparteien im Westen eine christlich-soziale, auf parlamentarisch-demokratische Verhältnisse zielende Politik. Sie trat für die Wiedervereinigung Deutschlands ein und stand in ständiger Auseinandersetzung mit der KPD/SED, die in ihrem Führungsanspruch von der SMAD unterstützt wurden.
Eine gesamtdeutsche CDU konnte es aufgrund der Lizenzbestimmungen der Besatzungsmächte nicht geben. Auf dem Reichstreffen der CDU in Bad Godesberg im Dezember 1945 einigte man sich auf den reichsweit (außer Bayern) einheitlichen Namen CDU. Bis zum Prozess der Blockparteiwerdung der Ost-CDU erfolgte die reichsweite Koordinierung der politischen Arbeit der Union im „Zonenverbindungsausschuss“. An der Mitwirkung hier wurden die CDU-Vertreter der SBZ durch die SMAD gehindert. Vom 15. bis 17. Juni 1946 fand ein Parteitag der CDU in Berlin statt. Die Offizielle Tagungspostkarte, warb – neben dem Anschriftenfeld – mit den Worten: „Geboren aus der Zeit, gerufen für die Zeit – die Partei des neuen Deutschlands.“ Auf der Karte konnte ein postalischer Sonderstempel Verwendung finden. Beide trugen das Partei-Emblem „CDU“. Die Berliner Tagung der Christlich-Demokratischen Union im Jahr 1946 wurde als 1. Parteitag der Ost-CDU gezählt.

### Politische Anpassung an die SED
Die Möglichkeiten, christlich-demokratische Politik in der SBZ umzusetzen, wurden jedoch bereits nach kurzer Zeit unterbunden. Erstes Konfliktfeld war die ab Herbst 1945 auf Befehl der SMAD durchgeführte Bodenreform. Der Vorstand der CDU sprach sich gegen dieses Vorhaben aus. Hermes und Schreiber wurden daraufhin auf Befehl der SMAD als Vorstände abgesetzt. Ebenso erging es seinem Nachfolger Jakob Kaiser wenige Monate nach Amtsantritt. Ihm gelang es trotz massiver Repressalien, einen Aufbau einer Parteiorganisation in der SBZ durchzuführen. Während seiner Amtszeit hatte die Partei die nie wieder erreichte Zahl von 218.200 Mitgliedern.
Trotz umfangreicher Behinderungen und Nichtzulassung vieler Orts- und Kreisverbände gelang es bei den halbfreien Landtagswahlen im Oktober 1946, 24,5 Prozent der Stimmen zu erreichen.
Da es der SMAD nicht gelungen war, eine absolute Mehrheit für die (aus SPD und KPD zwangsvereinigte) SED zu erreichen, erhöhte sie den Druck auf die demokratischen Parteien. Hierzu zählte die Verweigerung von Papier und Druckmöglichkeiten, die Nichtzulassung von Gliederungen der Partei und Kandidaten zu Wahlen, aber auch die Vertreibung und Verhaftung führender Mitglieder.
Mit der Absetzung des demokratisch gewählten Parteivorstandes am 20. Dezember 1947 endete die Möglichkeit der CDU, ihre Positionen selbst bestimmen zu können. Vorangegangen war Kaisers aufsehenerregende Rede auf dem 2. Parteitag der CDU in Berlin am 6. September 1947, in der Kaiser forderte, die CDU müsse „Wellenbrecher des dogmatischen Marxismus und seiner totalitären Tendenzen“ sein.
Die Arbeit der CDU wurde in vielfältiger Weise durch die SMAD behindert. Alle Veranstaltungen der CDU, auch interne, bedurften der Genehmigung durch die SMAD. Hierzu waren vorab Texte von Reden oder Entschließungen vorzulegen. Beschlüsse unterlagen der Zustimmungspflicht der SMAD. Auch gab die SMAD vielfach die Beschlusstexte vor. Die CDU erhielt nur Bruchteile der Zuweisungen an Papier und Druckkapazitäten, die der SED zugeteilt wurden. Die Publikationen der CDU unterlagen der Zensur. Es kam zu einer Vielzahl von Verhaftungen und Entlassungen.
Die CDU wurde nach und nach von so genannten „reaktionären Elementen gereinigt“. Das Politbüro der SED hatte bereits 1949/1950 entsprechende Beschlüsse gefasst, um einen Keil zwischen die anpassungsfähigen Funktionäre und die überzeugten Anhänger der parlamentarischen Demokratie zu treiben. 1950 wurden widerspenstige CDU-Politiker wie Hugo Hickmann – Landesvorsitzender in Sachsen – sowie diverse CDU-Landesminister ausgeschaltet. Mit ihnen war die letzte Widerstandskraft der Union gebrochen. Auf ihrem 6. Parteitag im Oktober 1952 erkannte die CDU die führende Rolle der SED „vorbehaltlos“ an. Die Annahme von SED-Positionen war weitgehend abgeschlossen. Verbunden mit dieser Annäherung war ein erheblicher Mitgliederschwund. Von ungefähr 200.000 Mitgliedern im Jahre 1947 waren durch Flucht, Austritt und Ausschluss 1950 ein Viertel ausgeschieden.
1950 kam es im Zusammenhang mit dem erzwungenen Rücktritt des sächsischen CDU-Vorsitzenden Hugo Hickmann erneut zu einer Verfolgungswelle. In der Folge stieg die Zahl der CDU-Mitglieder, die verhaftet wurden oder aus der DDR flüchteten, stark an. 1950 zählte das CDU-Ostbüro 118 Verhaftungen von CDU-Mitgliedern aus politischen Gründen gegenüber 61 im Jahr zuvor. Auch in den Folgejahren blieb die Zahl der Verhaftungen auf dem Niveau von 1950. Waren 1949 im Schnitt monatlich 20 Parteimitglieder in den Westen geflohen, waren es 1950 über 100. Die zunehmende Repression zeigte auch in den Folgejahren die Wirkung kontinuierlich steigender Fluchtzahlen. Der Höhepunkt der Fluchtbewegung war im März 1953 erreicht, als 691 CDU-Mitglieder in den Westen flohen. Diese Flucht trug gleichzeitig zu einer Zementierung der SED-Nähe bei. In der DDR blieben Mitläufer und Resignierte.

#### Widerstand
Aus den Reihen der Union bildeten sich Ende der 1940er Jahre eine Vielzahl lokaler illegaler Widerstandsgruppen. Alleine oder in Zusammenarbeit mit dem Ostbüro der CDU wurde versucht, dem Macht- und Meinungsmonopol der Kommunisten entgegenzuwirken. Der Preis dieser Aktivitäten war die Verhaftung vieler Demokraten. Beispielhaft stellt Günther Buchstab 2.283 Opfer dieser Verfolgungen in Kurzbiographien dar.
Am 9. März 1972 gab es in der Volkskammer zum ersten und einzigen Mal in ihrer vierzigjährigen Geschichte bis zur 1989er Revolution bei der Abstimmung zum Gesetz über die Unterbrechung der Schwangerschaft Gegenstimmen. Sich den Bedenken der Kirchen anschließend, stimmten 14 Abgeordnete der CDU – rund ein Viertel der Fraktionsmitglieder – gegen das Gesetz, acht Abgeordnete enthielten sich der Stimme.

#### Exil-CDU und Ostbüro
Da eine freie Parteiarbeit in der SBZ nach dem Blockbeitritt der CDU nicht mehr möglich war, bildete sich 1950 in der Bundesrepublik die Exil-CDU, eine Organisation der aus der SBZ bzw. DDR geflüchteten Mitglieder der CDU der SBZ. Diese wurde von der Bundes-CDU als Vertretung der Christdemokraten in der DDR angesehen und einem Landesverband gleichgestellt.
Alleine von den 14 gewählten Mitgliedern des Hauptvorstandes der SBZ-CDU waren 10 in den Westen gegangen. Diese luden die Delegierten des 2. Parteitages von 1947 zum 1. Parteitag der Exil-CDU am 24. und 25. September 1950 in Berlin ein. Über 200 emigrierte Christdemokraten aus der DDR nahmen teil.
Die Exil-CDU bestand bis zur Wiedervereinigung.
Die operative Arbeit der Exil-CDU wurde durch das Ostbüro der CDU durchgeführt. Es bildete sich aus dem West-Berliner Büro Jakob Kaisers, das dieser auch nach seinem Eintritt als Bundesminister für gesamtdeutsche Fragen im Kabinett Adenauers beibehielt. Neben der Organisation der Exil-CDU bestand ein wesentlicher Teil der Arbeit in der Unterstützung des Widerstandes in der DDR sowie der Unterstützung der demokratischen Kräfte in der DDR-CDU. Von 1949 bis 1959 stand das Ost-Büro unter der Leitung von Werner Jöhren. Nach seinem Tod und dem Bau der Berliner Mauer 1961 verlor das Büro seine Bedeutung.
Kontakte zum Ostbüro der CDU waren in der DDR streng verboten. Eine Vielzahl von Verhaftungen und Schauprozessen erfolgte wegen des Vorwurfs der Zusammenarbeit mit dem Ostbüro, u. a. auch der des DDR-Außenministers Georg Dertinger.

#### Blockpartei

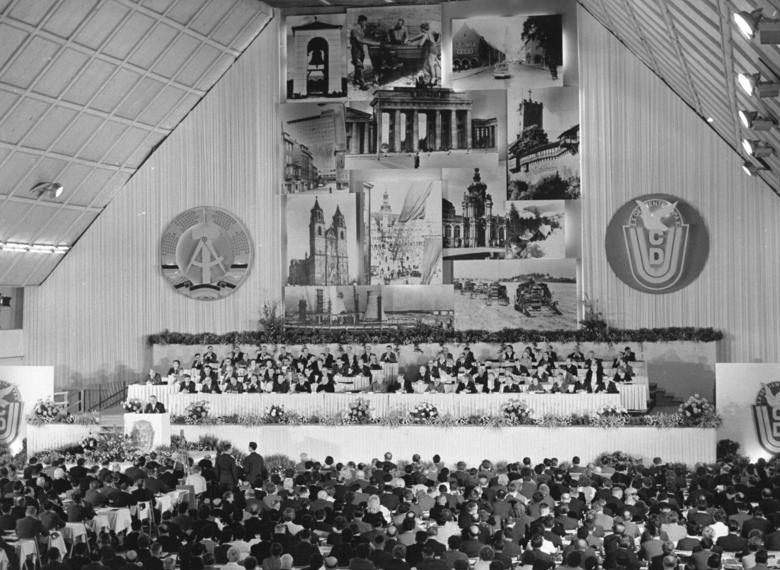
11. Parteitag der CDU in Erfurt, 1964

Resultierend aus der Politik der Sowjetunion kam es zu einer allmählichen Umformung der CDU zu einer Blockpartei. Der 6. Parteitag im Oktober 1952 bestätigte den pro-kommunistischen Kurs eines „christlichen Realismus“ und die Ost-CDU definierte sich als „eine einschränkungslos sozialistische Partei“ (Otto Nuschke). In den 22 „Thesen des Christlichen Realismus“ bekannte sich die Ost-CDU „zur sozialistischen Gesellschaft“ (2. Fassung, 1952). Unter Verweis auf die „beispielhafte Verwirklichung“ der von Karl Marx entwickelten „Lehre zum Aufbau einer neuen besseren Gesellschaftsordnung“ in der Sowjetunion wurde in diesem auch betont, dass der Sozialismus den Christen heute „die beste Möglichkeit zur Verwirklichung der Forderungen Christi und zur Ausübung praktischen Christentums“ gebe. Die Partei erkannte die sozialistische Entwicklung seit dem 6. Parteitag ausdrücklich „als geschichtlich notwendig und folgerichtig“ an.
Trotz aller Bemühungen der SED, die Ost-CDU völlig gleichzuschalten, finden sich auch innerhalb der Partei noch in den fünfziger und sechziger Jahren Anzeichen widerständigen Verhaltens einzelner Mitglieder. Entgegen dem Wunsch der Parteiführung war es nicht gelungen, die innere Opposition aus der Ost-CDU herauszudrängen oder auszuschließen. Wiederholt protestierten Mitglieder gegen einzelne Maßnahmen der Staatsführung oder ihrer eigenen Partei. Ein zentraler Kritikpunkt war die indifferente Haltung der Parteiführung zur Einführung der Jugendweihe in der DDR. Gerade in dieser für eine christliche Partei zentralen Frage hätten sich viele Mitglieder mehr Widerstand gegen die Bestrebungen der SED gewünscht.

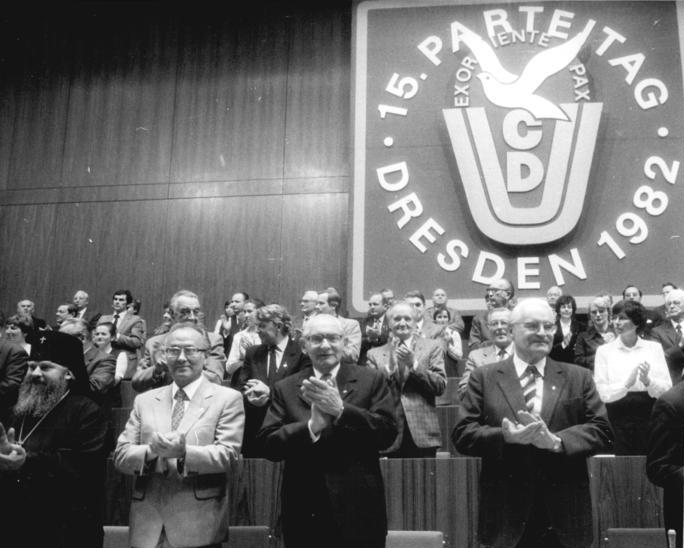
Dresdner Parteitag 1982

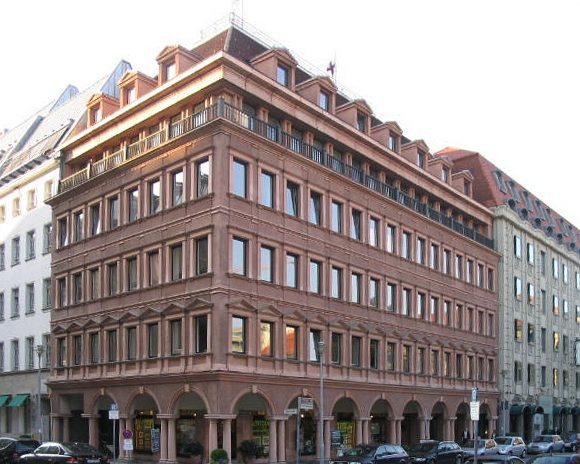
Jakob-Kaiser-Haus, zuvor Otto-Nuschke-Haus (Charlottenstraße 53/54), Zentrale der Ost-CDU, gebaut 1981–1985

Die CDU etablierte ähnliche Parteistrukturen wie die SED, das Vermögen der Partei wie auch der politische Kurs wurde von einigen wenigen Generalsekretären kontrolliert und die Mitglieder wurden in die gesellschaftlich-politischen Strukturen der DDR integriert. So waren ungefähr 30.000 Mitglieder in den Ausschüssen und Arbeitsgruppen der Nationalen Front, über 15.000 als Abgeordnete und Nachfolgekandidaten in den verschiedensten gewählten Vertretungen tätig und 52 Abgeordnete gehörten der Volkskammer an.
Die CDU war im Präsidium der Volkskammer, im Staatsrat, im Ministerrat und dessen Präsidium, sowie in den örtlichen Räten (Rat der Stadt, Rat der Gemeinde, Rat des Stadtbezirks, Rat des Kreises) der DDR vertreten. Mit diesem Kurswechsel waren drastisch sinkende Mitgliederzahlen auf ein niedrig bleibendes Niveau verbunden (1947: 218.189, um 1958: 99.372, 1975: 107.682). Später folgte ein leichtes Wachstum auf 115.000 Mitglieder im Jahr 1977.
Die vergleichsweise kleineren Zahlen hatten allerdings auch zur Folge, dass manche meinten, „es sei ganz besonders schlau, nicht der SED, sondern einer Blockpartei beizutreten“. Die Mitgliedschaft in der CDU zog also eine ganz besondere Klientel an: „Die Blockpartei-Mitglieder (wirkten) noch unaufrichtiger als die durchschnittlichen Genossen, denn sie schoben sich noch bedenkenloser als jene die kleinen Vorteile zu, deren Austausch für das Funktionieren der DDR-Gesellschaft so wichtig war“. Der Volksmund bezeichnete die CDU und die anderen Blockparteien spöttisch als „Blockflöten“. Sie wurden mit Vermögen ausgestattet.
Als Blockpartei rechtfertigte die CDU auch den Mauerbau 1961. Parteinahe Autorenkollektive betrieben unter anderem politische Propaganda, die gegen die West-CDU ausgerichtet war, so beispielsweise der Titel eines Buches aus dem Jahr 1968: „CDU/CSU: Kreuzritter des Kapitals.“

#### 1989/1990
Ende 1989, mit der Wende und friedlichen Revolution in der DDR, legte die Ost-CDU ihre Rolle als Blockpartei ab. Am 28. Oktober 1989 veröffentlichte die Partei in ihrem Organ Neue Zeit ein Grundsatzdokument, in dem sie sich als unabhängig und eigenständig definierte. In acht Punkten wurde darin unter anderem ein verändertes öffentliches Leben, lebendige Demokratie, Rechtsstaatlichkeit, Gleichberechtigung aller Bürger sowie ein neues Verhältnis zwischen Kirche und Staat gefordert.
Der langjährige Parteivorsitzende Gerald Götting trat am 2. November 1989 zurück.
Auf ihrem Sonderparteitag am 15./16. Dezember 1989 bekannte die DDR-CDU sich – entgegen ihren bisherigen langjährigen Bekenntnissen als „Partei des Sozialismus“ und Blockpartei und in Übereinstimmung mit der West-CDU – zur Marktwirtschaft und zur „Einheit der Nation“.
Unter ihrem am 10. November 1989 neu gewählten Vorsitzenden Lothar de Maizière ging sie bei der Volkskammerwahl 1990 in der „Allianz für Deutschland“ zusammen mit dem Demokratischen Aufbruch (DA) und der Deutschen Sozialen Union (DSU) als Wahlsieger (zusammen 48 %) hervor. Die CDU erreichte 40,8 % der Stimmen und damit 163 der 400 Sitze in der Volkskammer. In den Bezirken Erfurt (56,3 %) und Suhl (50,6 %) erreichte sie die absolute Stimmenmehrheit. Am schwächsten schnitt sie in Berlin mit 18,3 % ab.
De Maizière wurde zum Ministerpräsidenten der DDR gewählt und bildete mit der SPD, dem Bund Freier Demokraten und den Allianz-Partnern DSU und DA eine große Koalition. Mit Sabine Bergmann-Pohl stellte die CDU die letzte Präsidentin der Volkskammer und damit das letzte Staatsoberhaupt der Deutschen Demokratischen Republik. Am 1. und 2. Oktober 1990 vereinigte sich die Partei mit ihrer Schwesterpartei, der West-CDU. Lothar de Maizière wurde erster stellvertretender CDU-Vorsitzender.
Nach der Wende bildete auch die Ost-CDU die Vereinigungen der CDU, darunter die Junge Union, hervorgegangen aus Teilen der kirchlichen Jugend und die Senioren-Union. Auf der Gründungsveranstaltung der SU am 18. April 1990 in der Zentrale der Ost-CDU in Berlin-Mitte, die inzwischen in Jakob-Kaiser-Haus umbenannt worden war, wurde Gisela Krüger, eine Theologin aus Schwerin, zur ersten Vorsitzenden gewählt. Anfang Dezember traten die Verbände der Senioren-Union der neuen Bundesländer dem Bundesverband bei. Im Bundesvorstand wurde Ulrich Braun aus Eberswalde als stellvertretender Vorsitzender mit dem Verantwortungsbereich neue Bundesländer gewählt.

#### Vermögen der Ost-CDU
Ein wesentliches Thema im Jahr 1990 war der Umgang mit dem Vermögen von Parteien und Massenorganisationen der DDR.
Während weitgehend unstrittig war, dass diese lediglich das „rechtsstaatlich erworbene“ Vermögen behalten sollten, war naturgemäß schwer festzustellen, worin dieses bestand.
Bereits Anfang 1990 hatte der Vorstand der Ost-CDU beschlossen, sich von dem nicht-rechtsstaatlich erworbenen Vermögen zu trennen, ohne allerdings angeben zu können, worin dieses bestand. Die Umsetzung wurde somit auch in der Presse kritisiert, so schrieb z. B. der „Spiegel“:

„Formal hat sich die CDU Anfang des Jahres [1990] von ihrem Parteivermögen getrennt. Aber ‚das Saubermachen‘ (Korbella) hat an den Eigentumsverhältnissen eigentlich nichts geändert. Statt der VOB Union (VOB = Vereinigung Organisationseigener Betriebe) verwaltet nun eine ‚Union GmbH‘ das Eigentum […] VOB-Generaldirektor Wolfgang Frommhold blieb auch Chef der Union GmbH, und auch die Hauptgesellschafterin blieb – natürlich – die CDU.“

Weiter heißt es in dem Artikel: „Die SED-Nachfolgerin PDS und die gewendeten Blockparteien haben so viel Grundbesitz und andere Annehmlichkeiten geerbt, daß sie allen Grund haben, das heikle Thema ruhenzulassen. Auch die Bonner Schwestern, CDU und FDP, die bei einer Vereinigung die lachenden Miterben wären, belassen es bei starken Worten. Profitieren könnten von der öffentlichen Diskussion nur die Parteien, die es im SED-Staat entweder noch nicht oder nur im Untergrund gab: Sozialdemokraten, Grüne, Alternative – die ins Hintertreffen geratenen Vorreiter der Herbstrevolution, die weder Grundstücke noch Parteihäuser, weder Verlage noch Zeitungen haben.“
Die CDU verzichtete im Herbst 1990 endgültig auf das nicht rechtsstaatlich erworbene Vermögen der Ost-CDU und der DBD. Dieser Vermögensteil wurde den Alteigentümern zurückgegeben bzw. für gemeinnützige Zwecke in den neuen Bundesländern verwendet. Nicht verzichtet hat die CDU dagegen laut Abschlussbericht der Unabhängigen Kommission zur Überprüfung des Vermögens der Parteien und Massenorganisationen der DDR (UKPV) vom 5. Juli 2006 auf das flüssige Vermögen der Ost-CDU in Höhe von 11,2 Mio. Euro. Mit Beitritt der Landesverbände der CDU der DDR in die CDU Deutschlands sind ihre Geldmittel auf diese übergegangen (etwa 8,1 Mio. DM = ca. 4 Mio. €). Die auf sie übergegangenen Geldmittel des Vorstands der CDU der DDR (etwa 14,7 Mio. DM = 7,2 Mio. €) stellte die CDU Deutschlands in ein Treuhand-Abwicklungs-Sondervermögen (TAS) ein, das als eigenständige, abgegrenzte Vermögensmasse geführt wurde. Aus dem TAS wurden personelle Abwicklungsmaßnahmen sowie die technische Ausstattung der Landes- und Kreisgeschäftsstellen finanziert.
So konnte sie einen Teil der Parteibüros und der Infrastruktur behalten, um künftige Wahlkämpfe zu führen. Aufgrund der finanziellen Situation nach dem Vermögensverzicht musste der Parteiapparat stark verkleinert werden.

#### Ost-CDU und Staatssicherheit
Wie die anderen Organisationen wurde auch die CDU vom Ministerium für Staatssicherheit (MfS) beobachtet. Hierfür war von 1950 bis zum Sommer 1952 die Abteilung VI und ab Herbst 1952 die Abteilung V (unter Leitung von Bruno Beater und Fritz Schröder) im MfS zuständig. Im November 1953 wurde die Kontrolle der „bürgerlichen Parteien“ (neben der CDU auch die LDPD, NDPD und DBD) von der Hauptabteilung V/3 vorgenommen. Diese war neben der Überwachung der Blockparteien auch für die Überwachung der West-CDU, der Exil-CDU und des CDU-Ostbüros verantwortlich. Erich Mielke legte in der Dienstanweisung 1/51 fest, dass er monatlich Berichte über die Landesvorstände der CDU erhalten sollte. Im Sommer 1981 wurde der Arbeitsbereich Blockparteien und Massenorganisationen als Referat III in die Hauptabteilung XX/1 eingegliedert.
Neben dem am 15./16. Dezember 1989 auf einem Sonderparteitag neu gewählten Parteivorsitzenden Lothar de Maizière wurden mit Horst Korbella, Rudolf Krause, Martin Kirchner und Karl-Hermann Steinberg vier seiner sechs Stellvertreter später als Inoffizielle Mitarbeiter des MfS belastet.
Auf der letzten Sitzung der freigewählten Volkskammer vom 28. September 1990 wurde die Verteilung der inoffiziellen Mitarbeiter (IM) des MfS unter den Abgeordneten bekannt: Die CDU führte mit weitem Abstand (35), es folgten die FDP und PDS (11) sowie die Grünen (2). Der Historiker Christoph Wunnicke betonte die im Vergleich zu anderen Blockparteien intensive Spitzeltätigkeit der CDU für die SED und das MfS gegen ihre spezifische Klientel: die Kirchen und die von ihr beheimatete Opposition.

#### Parteitage der Ost-CDU

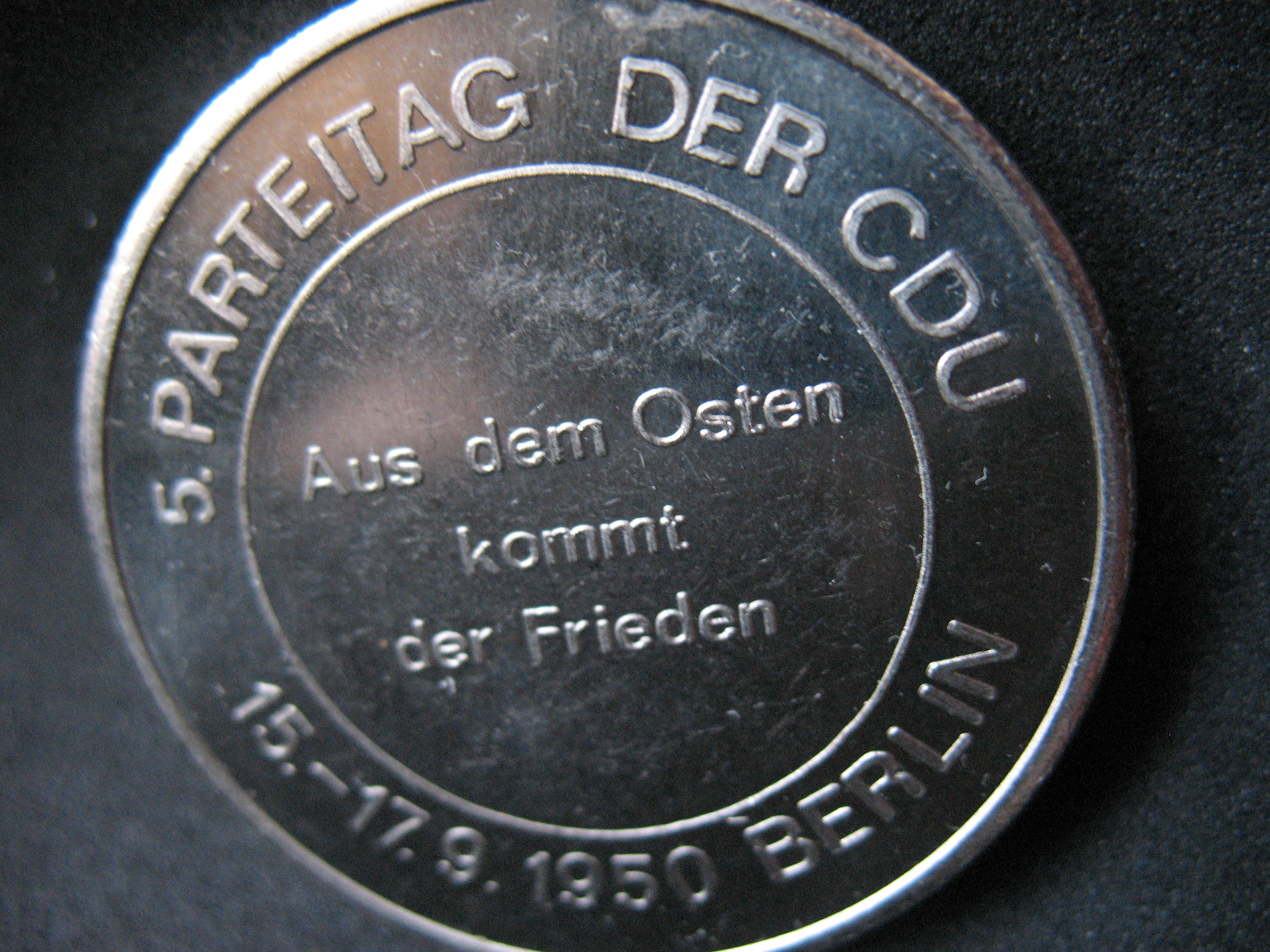
Gedenkmedaille zum 5. Parteitag der CDU in Berlin 1950

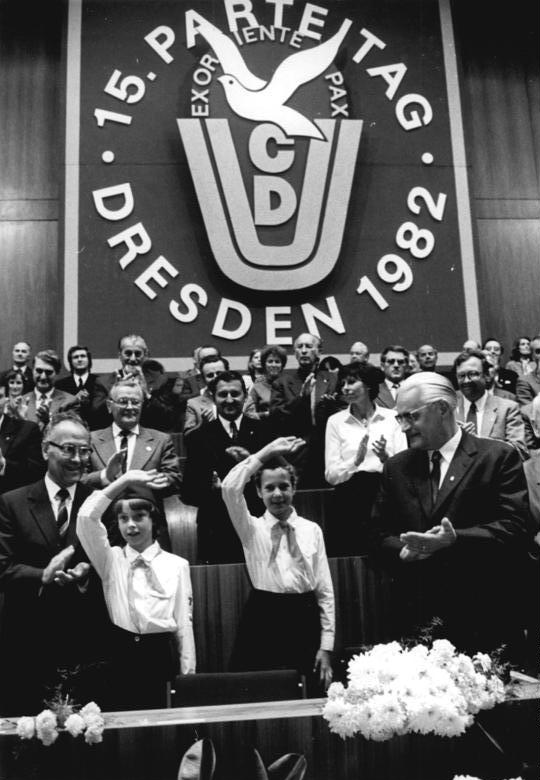
15. Parteitag in Dresden 1982

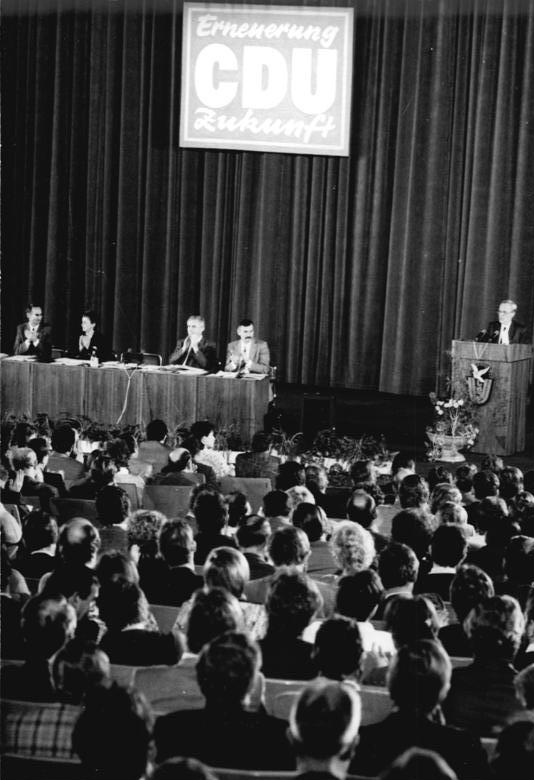
CDU-Sonderparteitag in Berlin im Dezember 1989

1. Parteitag 15. – 17. Juni 1946 in Berlin
2. Parteitag 6. – 8. September 1947 in Berlin
3. Parteitag 18. – 20. September 1948 in Erfurt
4. Parteitag 12. – 13. November 1949 in Leipzig
5. Parteitag 15. – 17. September 1950 in Berlin
6. Parteitag 16. – 18. Oktober 1952 in Berlin
7. Parteitag 21. – 25. September 1954 in Weimar
8. Parteitag 12. – 15. September 1956 in Weimar
9. Parteitag 30. September – 3. Oktober 1958 in Dresden
10. Parteitag 22. – 25. Juni 1960 in Erfurt
11. Parteitag 30. September – 3. Oktober 1964 in Erfurt
12. Parteitag 2. – 5. Oktober 1968 in Erfurt
13. Parteitag 11. – 13. Oktober 1972 in Erfurt
14. Parteitag 12. – 14. Oktober 1977 in Dresden
15. Parteitag 13. – 15. Oktober 1982 in Dresden
16. Parteitag 14. – 16. Oktober 1987 in Dresden
17. Parteitag 15. – 16. Dezember 1989 in Berlin

## Personen

### Parteivorsitzende
- 1945 Andreas Hermes
- 1946–1947 Jakob Kaiser
- 1948–1957 Otto Nuschke
- 1958–1966 August Bach
- 1966–1989 Gerald Götting
- 1989 Wolfgang Heyl
- 1989–1990 Lothar de Maizière

### Generalsekretäre
- 1946–1949 Georg Dertinger
- 1949–1966 Gerald Götting
- 1966–1989 kein Generalsekretär (nach dem Tod von August Bach wurden die Ämter von Generalsekretär und Vorsitzendem zusammengelegt, das Amt des Generalsekretärs wurde erst mit der Wende wieder eingeführt)[31]
- 1989–1990 Martin Kirchner

### CDU-Mitglieder im Ministerrat der DDR
- Otto Nuschke (Stellvertretender Ministerpräsident 1949–1957)
- Luitpold Steidle (Minister für Arbeit und Gesundheitswesen 1949–1950 Minister für Gesundheitswesen 1949–1958)
- Georg Dertinger (Minister für Auswärtige Angelegenheiten 1949–1953)
- Friedrich Burmeister (Minister für Post- und Fernmeldewesen 1949–1963)
- Heinz Winkler (Minister für Bauwesen 1953–1958)
- Max Sefrin (Minister für Gesundheit 1958–1971, Stellvertretender Ministerpräsident 1958–1971, Mitglied des Präsidiums des Ministerrates 1965–1971)
- Rudolph Schulze (Stellvertretender Ministerpräsident 1971–1989, Minister für Post- und Fernmeldewesen 1963–1989)
- Lothar de Maizière (Stellvertretender Ministerpräsident 1989–1990, Ministerpräsident 1990)
- Gerhard Baumgärtel (Minister für Bauwesen 1989–90)
- Klaus Wolf (Minister für Post- und Fernmeldewesen 1989–1990)
- Peter-Michael Diestel (Innenminister 1990)
- Christa Schmidt (Ministerin für Familie und Frauen 1990)
- Herbert Schirmer (Minister für Kultur 1990)
- Horst Gibtner (Minister für Verkehr 1990)
- Gerhard Pohl (Minister für Wirtschaft 1990)
- Cordula Schubert (Ministerin für Jugend und Sport 1990)
- Jürgen Kleditzsch (Minister für Gesundheitswesen 1990)
- Karl-Hermann Steinberg (Minister für Umwelt, Naturschutz, Energie und Reaktorsicherheit 1990)
- Klaus Reichenbach (Minister im Amt des Ministerpräsidenten [Amtsminister] 1990)